# Adrapsoides
Adrapsoides — рід совкових з підродини совок-п'ядунів, який зустрічається в Азії.

## Систематика
У складі роду:
- Adrapsoides angulata Wileman 1915
- Adrapsoides reticulatis Leech 1900
- Adrapsoides ruptistigma Holloway 1976
- Adrapsoides ruptistigma Prout